# Duff Goldman
Pour les articles homonymes, voir Goldman.
Jeffrey Mathieu Duff Goldman plus connu sous le nom de Duff Goldman, né le 17 décembre 1974 est un chef pâtissier et une personnalité de télévision.

## Biographie
Il est le chef de la boutique Charm City Cakes, basée à Baltimore, qui a été présentée dans l'émission de télé-réalité Ace of Cakes de Food Network, et sa deuxième boutique Charm City Cakes West, basée à Los Angeles, qui est présentée dans les séries Duff Till Dawn et Cake Masters de Food Network. 